# 주한 러시아 대사
1948년 대한민국 정부 수립 이후 소련 영사관은 서울에 존재하였으나, 남북 분단에 따라서 북한으로 모두 추방되었다. 1990년 한국과 소련이 다시 수교하게 되면서 상호 간 대사급 관계가 설립되었다. 현재 주한 러시아 대사는 게오르기 지노비예프다.

## 역대 대사

### 주 조선 러시아 제국 공사
- 카를 베베르, 1885년 10월 14일 임명

### 주 대한제국 러시아 제국 공사
- 카를 베베르[1]
- 알렉세이 스페예르, 1898년 3월 28일 임명[2][3]
- 폴 파블로프[4] 1898년 12월 13일 임명[2]

### 주대한민국 러시아연방공화국 특명전권대사
- 초대 올레그 소콜로프[5]
- 2대 알렉산더 파노프[6]
- 3대 게오르기 쿠나제[7]
- 4대 예브게니 아파나시예프[8]
- 5대 테무라즈 라미쉬빌리[9]
- 6대 글레프 이바셴초프[10]
- 7대 콘스탄틴 브누코프
- 8대 알렉산드르 티모닌
- 9대 안드레이 쿨리크
- 10대 게오르기 지노비예프[11]

## 같이 보기
- 한러 관계
- 아나톨리 샵신